# KIPO (Radiosender)
Koordinaten: 21° 20′ 1″ N, 157° 48′ 53″ W
KIPO-FM ist die „News and Talk“-Radiostation des Hawaii Public Radio in Honolulu, Hawaii. Die Station ging als zweite Station des heute sechs Sender umfassenden HPR auf Sendung. Mit KIPO ging das Programm von HPR-2 auf Sendung und heute ist die Station der Stammsender für die Nachrichten und Talk-Schiene des Hawaii Public Radio.
KIPO sendet auf UKW 89,3 MHz mit 38,5 kW vom gleichen Standort in Honolulu wie KHPR.